# 영웅 (2004년 영화)
영웅(O Heroi, The Hero)은 포르투갈에서 제작된 제제 감보아 감독의 2004년 드라마, 전쟁 영화이다. 마케나 디옵 등이 주연으로 출연하였다.

## 출연

### 주연
- 마케나 디옵
- 밀튼 살토 코엘로
- 마리아 케이사
- 패트리시아 불
- 네우자 보르게스

## 제작진
- 미술: 루차 드오리